# Рейтинг облигаций
В инвестировании рейтинг облигаций — это оценка кредитоспособности корпорации или государства. Рейтинг облигаций аналогичен кредитному рейтингу для физических лиц.
Кредитный рейтинг — это финансовый показатель для потенциальных инвесторов в долговые ценные бумаги, такие как облигации. Он присваивается кредитными рейтинговыми агентствами, такими как Moody’s, Standard & Poor’s и Fitch Ratings и имеет буквенные обозначения (например, ААА, B, CC), которые обозначают надёжность облигаций. Рейтинги облигаций ниже BBB- считаются опасными для инвестирования и в просторечии называются «мусорными» (junk bonds).
| Moody’s      | Moody’s       | S&P          | S&P           | Fitch        | Fitch         |                                                       |
| ------------ | ------------- | ------------ | ------------- | ------------ | ------------- | ----------------------------------------------------- |
| Долгосрочные | Краткосрочные | Долгосрочные | Краткосрочные | Долгосрочные | Краткосрочные |                                                       |
| Aaa          | P-1           | AAA          | A-1+          | AAA          | F1+           | Высший уровень надёжности                             |
| Aa1          | P-1           | AA+          | A-1+          | AA+          | F1+           | Высокий уровень надежности                            |
| Aa2          | P-1           | AA           | A-1+          | AA           | F1+           | Высокий уровень надежности                            |
| Aa3          | P-1           | AA-          | A-1+          | AA-          | F1+           | Высокий уровень надежности                            |
| A1           | P-1           | A+           | A-1           | A+           | F1            | Уровень надежности выше среднего                      |
| A2           | P-1           | A            | A-1           | A            | F1            | Уровень надежности выше среднего                      |
| A3           | P-2           | A-           | A-2           | A-           | F2            | Уровень надежности выше среднего                      |
| Baa1         | P-2           | BBB+         | A-2           | BBB+         | F2            | Средний уровень надёжности                            |
| Baa2         | P-3           | BBB          | A-3           | BBB          | F3            | Средний уровень надёжности                            |
| Baa3         | P-3           | BBB-         | A-3           | BBB-         | F3            | Средний уровень надёжности                            |
| Ba1          | Not prime     | BB+          | B             | BB+          | B             | Неинвестиционный уровень (спекулятивные облигации)    |
| Ba2          | Not prime     | BB           | B             | BB           | B             | Неинвестиционный уровень (спекулятивные облигации)    |
| Ba3          | Not prime     | BB-          | B             | BB-          | B             | Неинвестиционный уровень (спекулятивные облигации)    |
| B1           | Not prime     | B+           | B             | B+           | B             | Высоко спекулятивные облигации                        |
| B2           | Not prime     | B            | B             | B            | B             | Высоко спекулятивные облигации                        |
| B3           | Not prime     | B-           | B             | B-           | B             | Высоко спекулятивные облигации                        |
| Caa1         | Not prime     | CCC+         | C             | CCC          | C             | Существенный риск                                     |
| Caa2         | Not prime     | CCC          | C             | CCC          | C             | Чрезвычайно спекулятивные облигации                   |
| Caa3         | Not prime     | CCC-         | C             | CCC          | C             | Дефолт неизбежен с небольшим шансом на восстановление |
| Ca           | Not prime     | CC           | C             | CCC          | C             | Дефолт неизбежен с небольшим шансом на восстановление |
| Ca           | Not prime     | C            | C             | CCC          | C             | Дефолт неизбежен с небольшим шансом на восстановление |
| C            | Not prime     | D            | /             | DDD          | /             | Дефолт                                                |
| /            | Not prime     | D            | /             | DD           | /             | Дефолт                                                |
| /            | Not prime     | D            | /             | D            | /             | Дефолт                                                |

## Кредитно-рейтинговые агентства
Кредитно-рейтинговые агентства, зарегистрированные в качестве таковых в Комиссии по ценным бумагам и биржам США, называются «Национально признанными статистическими рейтинговыми организациями» (НПСРО). К ним, в частности, относятся:
- A.M. Best Company, Inc.
- DBRS Ltd.
- Egan-Jones Rating Company
- Fitch, Inc.
- Japan Credit Rating Agency, Ltd.
- LACE Financial Corp.
- Moody’s Investors Service, Inc.
- Rating and Investment Information, Inc.
- Standard & Poor’s Ratings Services.

Согласно закону о кредитных рейтинговых агентствах США, НПСРО могут создавать 5 типов кредитных рейтингов:
1. Рейтинг финансовых институтов, брокеров и дилеров
2. Рейтинги страховых компаний;
3. Рейтинги корпоративных эмитентов;
4. Рейтинги эмитентов облигаций обеспечивающих их активами или ценными бумагами;
5. Рейтинги государственных ценных бумаг, муниципальных ценных бумаг, или ценных бумаг, выпущенных иностранными правительствами

Рейтинговые агентства S & P, Moody’s и Fitch доминируют на рынке, занимая 90—95 процентов мирового рынка.

## Уровни кредитного рейтинга
Moody 's присваивает облигациям кредитные рейтинги Aaa, Аа, Baa, Ba, B, Саа, Са, С, WR — снятым с продажи и NR — тем, оценка которых не проводилась.
Standard & Poor’s и Fitch обозначают кредитные рейтинги буквенными комбинациями AAA, AA, A, BBB, BB, B, CCC, CC, C, D.
По состоянию на апрель 2011 года, было 4 компании получивших рейтинг ААА от S & P:

- Automatic Data Processing (NYSE: ADP)
- Johnson & Johnson (NYSE: JNJ)
- Microsoft (NASDAQ: MSFT)
- ExxonMobil (NYSE: XOM)

Moody’s, S & P и Fitch также назначают промежуточные рейтинги на уровнях между АА и CCC (например, BBB+, BBB и BBB-), а также могут высказать мнение о том, будет ли рейтинг повышаться, снижаться или останется стабильным.

## Инвестиционный уровень
Облигации считаются инвестиционного класса, если их кредитный рейтинг BBB- и выше по Standard & Poor's, Baa3 и выше по Moody's или BBB (low) или выше по рейтингу DBRS. Обычно они представляют собой облигации тех эмитентов, которые, по мнению рейтинговых агентств, имеют достаточно средств для удовлетворения обязательств по оплате, что означает, что банки могут инвестировать в них.
Рейтинги играют решающую роль в определении того, сколько компании и другие субъекты, в том числе и суверенные правительства, выпускающие долговые обязательства, должны заплатить, чтобы получить доступ к кредитам, то есть, какой процент они должны заплатить на выпущенную облигацию.
Облигации, которые не относятся к облигациям инвестиционного класса, известны как «высокодоходные» облигации или более насмешливо, как «мусорные облигации».
Риски, связанные с корпоративными облигациями инвестиционного класса, считаются заметно выше, чем в случае первоклассных государственных облигаций. Разница между ставками первоклассных государственных облигаций и корпоративных облигаций инвестиционного класса называется инвестиционным спредом. Это показатель веры рынка в стабильность экономики. Чем выше инвестиционный спред, тем слабее экономика.

## Критика
До начала 1970-х годов составление рейтинговыми агентствами рейтингов облигаций оплачивали инвесторы, которые хотели получать объективную информацию о кредитоспособности эмитентов ценных бумаг. С начала 1970-х годов «большая тройка» рейтинговых агентств (S & P, Moody, и Fitch) стала получать оплату за свою работу от эмитентов ценных бумаг, для которых они составляют рейтинги, что привело к обвинениям в том, что эти рейтинговые агентства уже не всегда могут быть беспристрастными при составлении рейтингов для таких эмитентов ценных бумаг. Эмитенты ценных бумаг были обвинены во взятках за лучшие рейтинги от этих трех рейтинговых агентств, в целях привлечения инвесторов. Подобная практика приводится в качестве одной из основных причин ипотечного кризиса (который начался в 2007 году), когда некоторые ценные бумаги, в частности, ипотечные ценные бумаги (MBSs) и обеспеченные долговые обязательства (CDO), были высоко оценены кредитными рейтинговыми агентствами, в результате чего в них активно вкладывали деньги многие организации и частные лица, однако позже они быстро и значительно потеряли свою стоимость из-за дефолтов. Информации о том, кто ввел данную систему оценки рейтинга нет до сих пор.